# Sân bay Berne
Sân bay Berne (IATA: BRN, ICAO: LSZB), là sân  bay phục vụ Berne, Thụy Sĩ, nằm gần làng Belp. Do đó, tên gọi là sân bay Bern Belp.
Sân bay Berne có một đường băng dài 1.730 m rộng 30 m rải nhựa và hai đường băng dài 650 m có mặt cỏ. Xe buýt sân bay mỗi giờ có một chuyến giữa sân bay này và Ga tàu lửa Berne.

## Các hãng hàng không và các tuyến điểm
- Darwin Airline (Olbia, Palma de Mallorca, Valencia, London-Stansted, Edinburgh, Lugano) [thuê bao]
- Tunisair  (Tunis) [thuê bao mùa Hè] ?
- Karthago Airlines  (Djerba) [thuê bao mùa Hè] ?
- Sky Work Airlines  (Preveza, Tabarka, Olbia, Tortoli, Elba, Ibiza, Vienna)[thuê bao mùa Hè]
- flybe (Birmingham, Southampton, Manchester, London-Gatwick) [thuê bao mùa Đông]
- Lufthansa
  - Lufthansa của hãng Augsburg Airways (Munich)
- British Airways
  - British Airways của hãng Sun Air of Scandinavia (Brussels)

## Liên kếtngoài
- Trang mạng của Sân bay Berne (tiếng Đức)